# Ile Boli
Ile Boli is een bestuurslaag in het regentschap Lembata van de provincie Oost-Nusa Tenggara, Indonesië. Ile Boli telt 440 inwoners (volkstelling 2010).